# Tânia Loureiro
Tânia Regina Vieira Loureiro (Rio de Janeiro, 2 de dezembro de 1953) é uma atriz brasileira.
Formada em Teatro, estreou como atriz na década de 1970, mas sua principal atuação foi na televisão. No teatro destacou-se na peça Um Edifício Chamado 200 ao lado de Milton Moraes e Denise Dumont. Em 1994 de despediu do teatro ao lado de Reginaldo Faria em Amândio, O Bem Amado. Seu último trabalho na televisão foi em 1997 no programa Você Decide da TV Globo. Posteriormente tornou-se funcionária pública do Tribunal de Justiça do Rio de Janeiro.

## Carreira

### Na televisão
- Você Decide
  - 1997 - A Desforra
  - 1996 - Em Nome do Padre
- 1996 - Quem é Você? - Carla
- 1995 - Irmãos Coragem - Branca D'ávila
- 1993 - Sonho Meu - Miriam[3]
- 1993 - Contos de Verão (minissérie)
- 1991 - Salomé - Chica
- 1989 - Top Model - Letícia
- 1986 - Selva de Pedra - Olga[4][5]
- 1984 - Transas e Caretas - Vilma
- 1983 - Pão-Pão, Beijo-Beijo - Mariana Sereno[6]
- 1983 - Chico Anysio Show (humorístico)
- 1981 - Amizade Colorida - Betinha
- 1981 - Viva o Gordo (humorístico)
- 1979 - Memórias de Amor - Laura
- 1978 - Ciranda Cirandinha  - Bia

### No teatro
- 1994 - Amândio, O Bem Amado[1]
- 1990 - Não explica que complica[1]
- 1978 - Um Edifício Chamado 200[1]